# Puerto Triunfo
Puerto Triunfo è un comune della Colombia facente parte del dipartimento di Antioquia.
Il centro abitato venne fondato da Evenancio Márquez Duque nel 1951, mentre l'istituzione del comune è del 1977.